# Kontakt-5

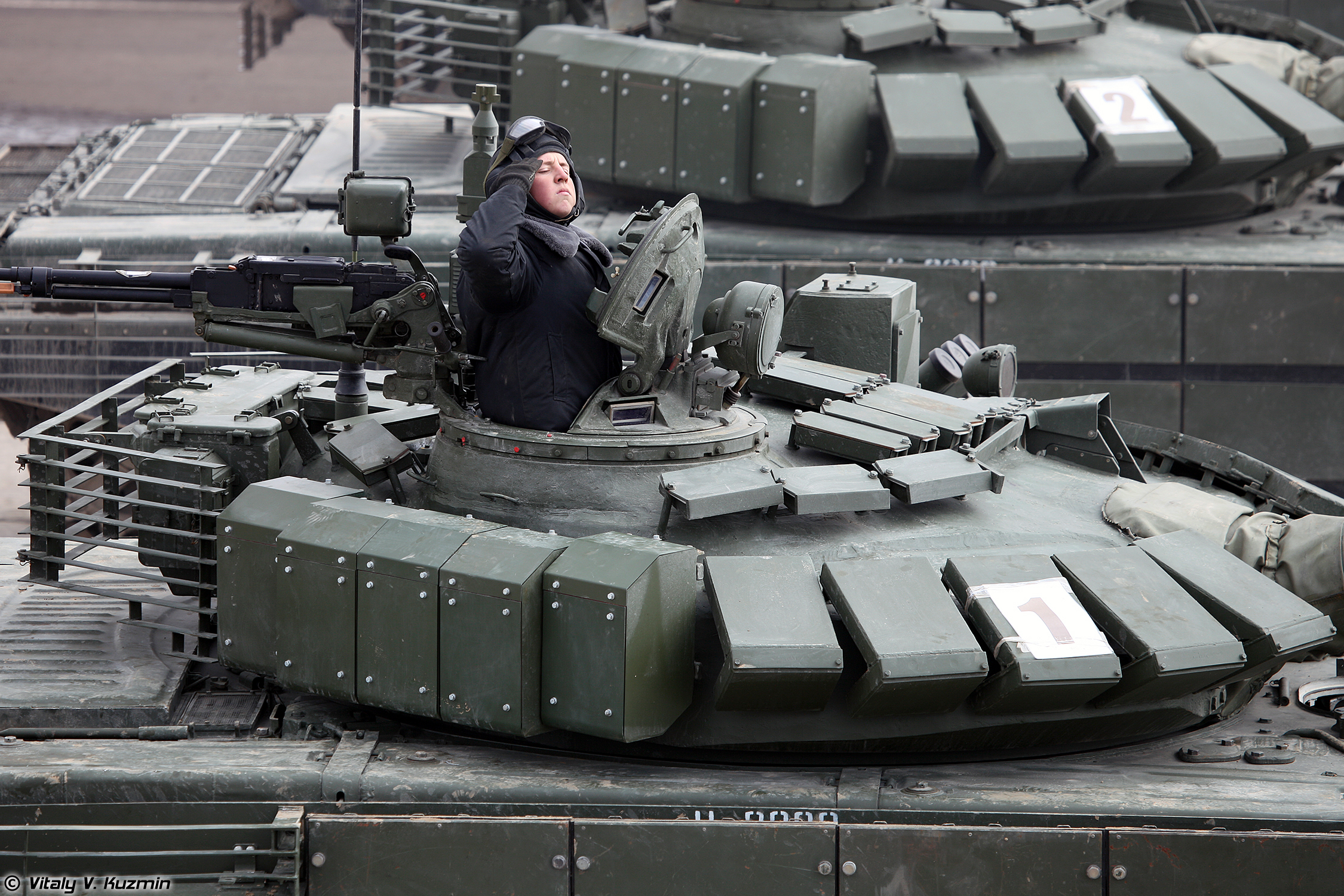
Blocs et tuiles réactives Kontakt-5 protégeant respectivement les flancs, le toit et la face avant de la tourelle du char T-72B3M.

Kontakt-5 est un blindage réactif explosif soviétique, puis russe. Conçu par l'institut de recherche sur l'acier (NII Stali) au début des années 1980, il se différencie de son prédécesseur, le Kontakt-1, par sa capacité à atténuer le pouvoir de perforation des obus-flèches en plus des projectiles à charges creuses.

## Historique
Développé au début des années 1980 par NII Stali, le Kontakt-5 entre en service en 1985 sur le char de combat T-80U et en 1988 sur le T-80UD diésélisé. En 1989, il est monté sur le T-72B obr. 1989g (modèle 1989) et en novembre 1992 sur le T-90.

Durant les années 1990, l'OTAN a effectué des tests balistiques sur des T-72 équipés du Kontakt-5. La combinaison du Kontakt-5 au blindage de base du T-72 s'avéra suffisante pour stopper un obus-flèche américain M829 de 120 mm en alliage d'uranium appauvri. Les résultats de ces tests amèneront au développement de nouveaux obus-flèches de 120 mm (L27 CHARM 3 britannique, DM53 allemand et M829A3 américain) conçus pour ne pas être affectés par ce blindage réactif explosif. Ce qui amènera NII Stali à concevoir en 2006 le blindage réactif Relikt qui sera ensuite monté sur les T-80BVM et les T-90M revalorisés entrés en service en 2019, encore une fois, cela amènera au développement d'une nouvelle génération d'obus-flèches de 120 mm comme le M829A4 américain, le SHARD français, le DM73 allemand.

Le Kontakt-5 est monté sur les T-80, les T-84 et les T-90 vendus à l'étranger. On le retrouve ainsi sur les T-80U chypriotes et sud-coréens, les T-80UD pakistanais, les T-90S Bhishma  indiens, les T-90SA algériens.
La société ukrainienne uamicrotech fabrique des sandwiches réactifs explosifs dénommés 4S22U qui possèdent les mêmes dimensions et les mêmes propriétés que les sandwiches 4S22 russes de NII Stali.
Fort de son expérience avec ses T-90 Bhishma , le DRDO indien a conçu, durant les années 2010, une copie locale appelée ERA Mk-II que l'on retrouve sur l'Arjun Mk. 1A.

## Description

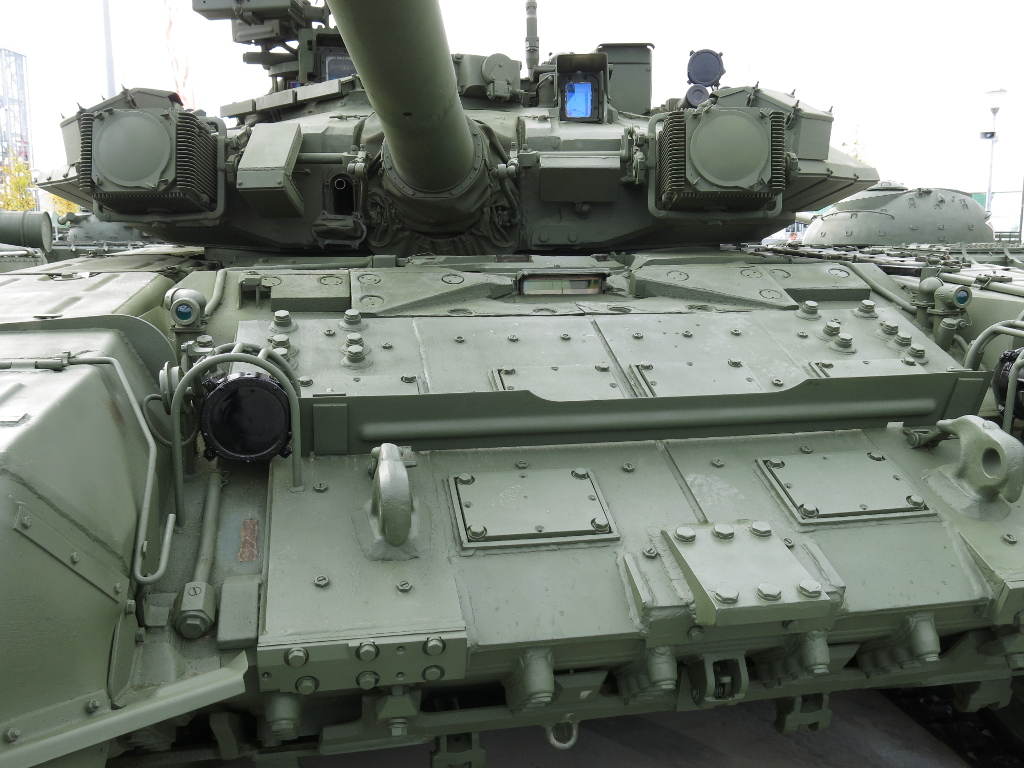
On peut apercevoir sur le glacis de ce T-90A de l'armée russe six panneaux amovibles, maintenus chacun par quatre gros boulons, ils permettent de glisser les sandwiches réactif 4S22 à l'intérieur du glacis.

Le Kontakt-5 est qualifié de blindage réactif explosif "lourd" par la littérature anglophone et dans la littérature russophone comme blindage réactif explosif intégré (russe : встроенный), en effet, ce blindage n'est pas monté comme un surblindage rapporté, comme le Kontakt-1, mais fait partie intégrante du blindage du char.

Le composant majeur du Kontakt-5 est le sandwich réactif 4S22, chaque élément à une durée de vie de 10 ans, pèse 1,36 kg pour une dimension de 25,2 cm×13 cm×1 cm (L×l×h), il consiste en un feuillet de 280 grammes d'explosif PVV12M intercalé entre deux fines plaques d'acier. L'explosif PVV12M est un dérivé du RDX et 280 grammes équivalent à 330 grammes de TNT. Par rapport à l'explosif PVV5A  utilisé sur le Kontakt-1, le est plus sensible et réagit donc aux impacts d'obus-flèches.
Sur le T-90, les sandwiches réactifs 4S22 sont glissés à l'intérieur du glacis, un par un, dans des ouvertures fermées par six panneaux d'accès boulonnés. Afin d'éviter une détonation sympathique de plusieurs sandwiches réactifs 4S22 lorsqu'un sandwich est frappé par un projectile, les sandwiches sont regroupés par groupes de trois, quatre ou six et séparés par des lattes d'acier formant des cloisons.
Sur l'avant de tourelle, les sandwichs réactifs 4S22 sont glissés, par paquets de quatre ou six, à l'intérieur des tuiles via des ouvertures situées à leurs extrémités.

### Réduction de la capacité de perforation
Ce tableau reprend les données publiées par la société uamicrotech fabriquant des sandwiches réactifs 4S20U et 4S22U.
| Blindage réactif explosif | 4S20 Kontakt-1 | 4S22 Kontakt-5 |
| --- | -------------- | -------------- |
| Roquettes antichars |                |                |
| PG-7V, PG7VM, PG-7VM, PG-9V, PG-9VM | ≤90%           | 90%            |
| PG-7VL (ogive de 93 mm) | ≤50%           | ≤50%           |
| PG-7VR (charge tandem) | 0%             | 0%             |
| Obus à charge creuse |                |                |
| 3BK14M | ≤80%           | ≤80%           |
| 3BK18M | ≤70%           | ≤70%           |
| Missiles antichars |                |                |
| TOW-1 | ≤60%           | ≤60%           |
| TOW-2A (charge tandem) | 0%             | 0%             |
| Kornet-E (charge tandem) | 0%             | 0%             |
| Obus-flèches |                |                |
| 3BM15, 3BM22, 3BM26 (125 mm) à barreau en acier comprenant un petit noyau en carbure de tungstène                                                | 0%             | ≤60%           |
| M111 (105 mm), 3BM29 Nadfil-2 (125 mm) à barreau intégralement en alliage de tungstène et en alliage d'uranium appauvri                          | 0%             | ≤30%           |
| 3BM32 Vant et 3BM42 Mango (125 mm) DM33 et M829 (120 mm) à barreau à grand allongement, en alliage de tungstène ou d'alliage d'uranium appauvri. | 0%             | ≤20%           |